# Grand Prix automobile de Montreux
Le Grand Prix automobile de Montreux, est une course automobile qui n'a été organisée qu'une fois, en 1934, à Montreux, sur les rives du lac Léman. 
Le Grand Prix de Montreux 1934 est disputé le même jour que l'Eifelrennen, le Grand Prix qui voit apparaître pour la première fois les Flèches d'Argent de Mercedes et Auto Union. 
Le Grand Prix de Montreux attire douze pilotes dont ceux de la Scuderia Ferrari et est remporté par Carlo Felice Trossi sur une Alfa Romeo P3 de cette même Scuderia Ferrari.

## Palmarès
| Année | Vainqueur           | Voiture    | Circuit  | Résultats |
| ----- | ------------------- | ---------- | -------- | --------- |
| 1934  | Carlo Felice Trossi | Alfa Romeo | Montreux | Résultats |